# Reiki Magari
Reiki Magari (曲 励起?, Magari Reiki; Matsusaka, 13 novembre 1924) è un giocatore di go giapponese.

## Biografia
Divenne professionista nel 1942 sotto la tutela di Kaoru Iwamoto, di cui fu il principale allievo. Raggiunse il massimo grado di 9° dan nel 1974. Nel 1996 vinse il prestigioso premio Okura per la promozione e la diffusione del gioco del go.
In carriera si è aggiudicato un solo titolo, ma è stato una presenza fissa nelle fasi finali di tutti i principali tornei tra gli anni '50 e '60.

## Titoli
| Nazionali         | Nazionali | Nazionali |
| Torneo            | Vittorie  | Finalista |
| ----------------- | --------- | --------- |
| Tokyo Shinbun Cup | 1 (1958)  |           |
| Totale            | 1         | 0         |

| Controllo di autorità | VIAF (EN) 21018854 · ISNI (EN) 0000 0000 2446 680X · LCCN (EN) n82017382 · NDL (EN, JA) 00039624 |